# Wijken en buurten in Oostflakkee
De voormalige Nederlandse gemeente Oostflakkee (sinds 2013 deel van de nieuwe gemeente Goeree-Overflakkee) is voor statistische doeleinden onderverdeeld in wijken en buurten. De voormalige gemeente is verdeeld in de volgende statistische wijken:
- Wijk 00 Ooltgensplaat (CBS-wijkcode:058000)
- Wijk 01 Den Bommel (CBS-wijkcode:058001)
- Wijk 02 Oude-Tonge (CBS-wijkcode:058002)

Een statistische wijk kan bestaan uit meerdere buurten. Onderstaande tabel geeft de buurtindeling met kentallen volgens het Centraal Bureau voor de Statistiek (2008):
| CBS-buurtcode | Buurtnaam                 | Inwonertal | Opp. totaal (ha) | Opp. land (ha) | Ligging                |
| ------------- | ------------------------- | ---------- | ---------------- | -------------- | ---------------------- |
| BU05800000    | Ooltgensplaat             | 2270       | 97               | 96             | Locatie in de gemeente |
| BU05800001    | Achthuizen (gedeeltelijk) | 390        | 68               | 68             | Locatie in de gemeente |
| BU05800002    | De Langstraat             | 190        | 42               | 42             | Locatie in de gemeente |
| BU05800009    | Verspreide huizen         | 310        | 2789             | 2775           | Locatie in de gemeente |
| BU05800100    | Den Bommel                | 1350       | 109              | 108            | Locatie in de gemeente |
| BU05800101    | Achthuizen (gedeeltelijk) | 500        | 23               | 23             | Locatie in de gemeente |
| BU05800102    | Kranendijk                | 30         | 44               | 44             | Locatie in de gemeente |
| BU05800103    | Zuidzijde                 | 170        | 43               | 43             | Locatie in de gemeente |
| BU05800109    | Verspreide huizen         | 210        | 1968             | 1962           | Locatie in de gemeente |
| BU05800200    | Oude-Tonge                | 3030       | 120              | 118            | Locatie in de gemeente |
| BU05800201    | Ebbe en Vloed             | 1360       | 28               | 28             | Locatie in de gemeente |
| BU05800209    | Verspreide huizen         | 370        | 2175             | 2162           | Locatie in de gemeente |